# 624

## أحداث
- 13 مارس - وقوع غزوة بدر الكبرى والتي تُعد أولَ معركةٍ من معارك الإسلام .[1]
- 24 يوليو - غزوة بني قينقاع
- 30 أكتوبر - غزوة بني سليم بنجران

## مواليد
- عبد الله بن الزبير
- 15 فبراير - الحسن بن علي بن أبي طالب

## وفيات
- عقبة بن أبي معيط
- عمرو بن هشام المخزومي الملقب بأبي جهل
- أبو لهب
- الأسود بن عبد الأسد
- نبيه بن الحجاج
- منبه بن الحجاج
- العاص بن منبه
- طعيمة بن عدي
- أبو قيس بن الوليد بن المغيرة
- عبيدة بن سعيد بن العاص